# Wouldn’t I Be Someone / King and Country
A Wouldn't I Be Someone és a King and Country című dalokat eredetileg az A Kick in the Head Is Worth Eight in the Pants tervezett, de nem megjelent albumra szánta a Bee Gees, de első alkalommal kislemezen jelent meg. A Wouldn't I Be Someone című dal az Elisa dallal együtt jelent meg első alkalommal, Németországban azonban az Elisa helyett a King and Country dallal jelent meg, az utóbbi dal szerkesztett változata (rövidített változat) szerepel a kislemezen az eredeti – 5:19 hosszal szemben. A Tales from The Brothers Gibb albumon teljes hosszban hallható a szám. A szerkesztett változat hossza megegyezik az Elisa szám hosszával. A Wouldn't I Be Someone című dal megjelent a Best of Bee Gees Vol 2 amerikai kiadásán (első szám)

## Közreműködők
- Barry Gibb – ének, gitár
- Maurice Gibb – ének, gitár, billentyűs hangszerek, basszusgitár
- Robin Gibb – ének
- Alan Kendall – gitár
- Tommy Morgan – harmonika (My Life Has Been a Song)
- Jim Keltner – dob
- stúdiózenekar Jimmie Haskell vezényletével

## A lemez dalai
- Wouldn't I Be Someone (Barry, Robin és Maurice Gibb) (1972), stereo 5:39, ének: Barry Gibb, Robin Gibb
- King and Country (Barry, Robin és Maurice Gibb) (1973), stereo 2:48, ének: Barry Gibb

## Top 10 helyezés
- Wouldn't I Be Someone: 1.: Hongkong

## A kislemez megjelenése országonként
- Németország: RSO 2090 111